# Балчик

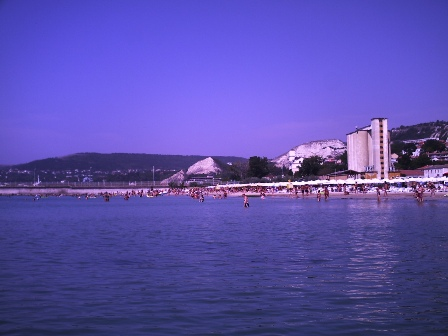

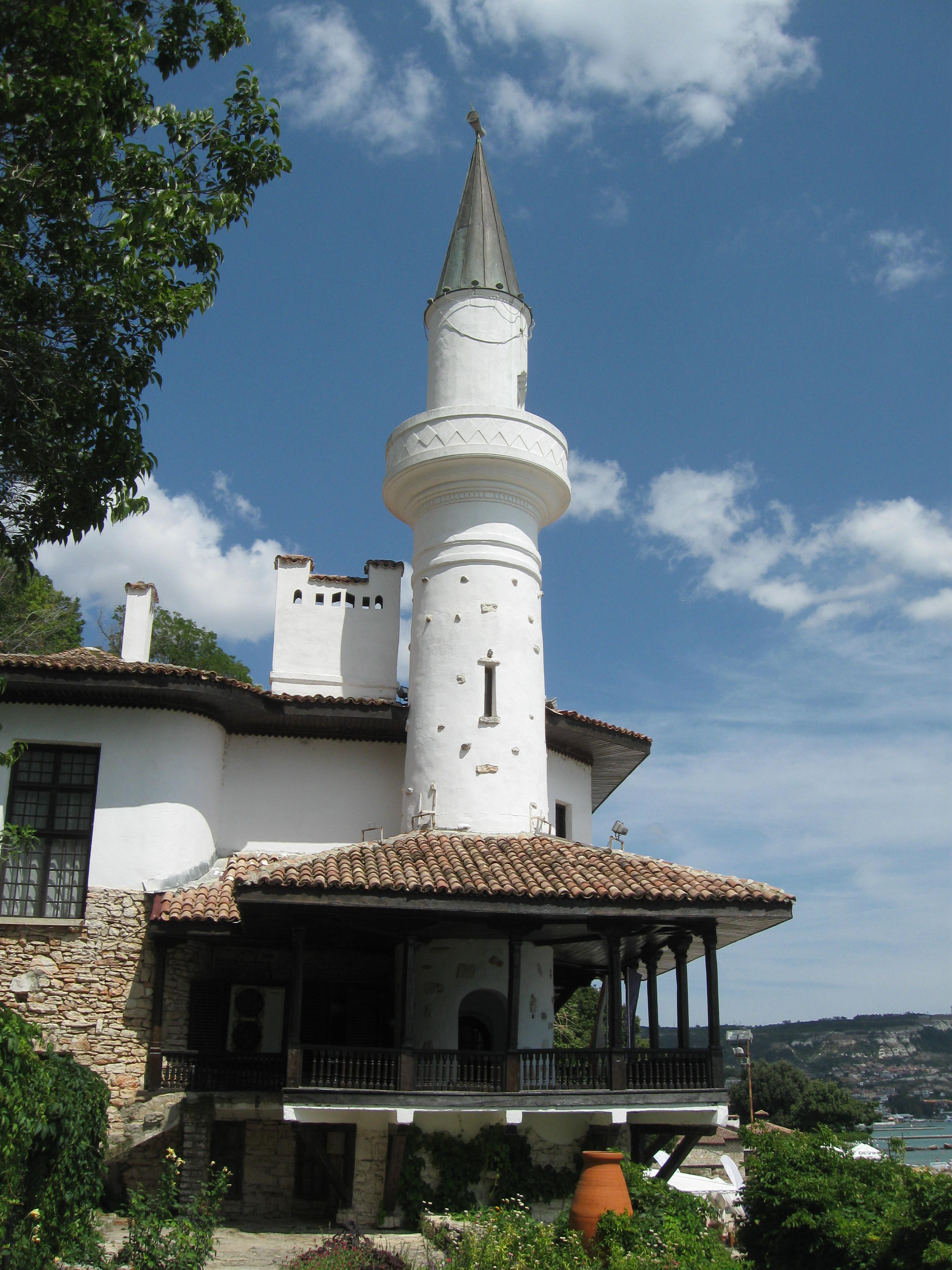
Фрагмент палацу королеви Марії

Балчик (болг. Балчик) — місто у Добрицькій області Болгарії. Балчик — мальовниче місто, порт і морський курорт, що розташований за 40 кілометрів від Варни та захищений мисом Каліакра.
- Населення — 11 788 (15.12.2004)
- Поштовий індекс — 9600
- Мер міста — Николай Добрев Ангелов[3]

## Історія

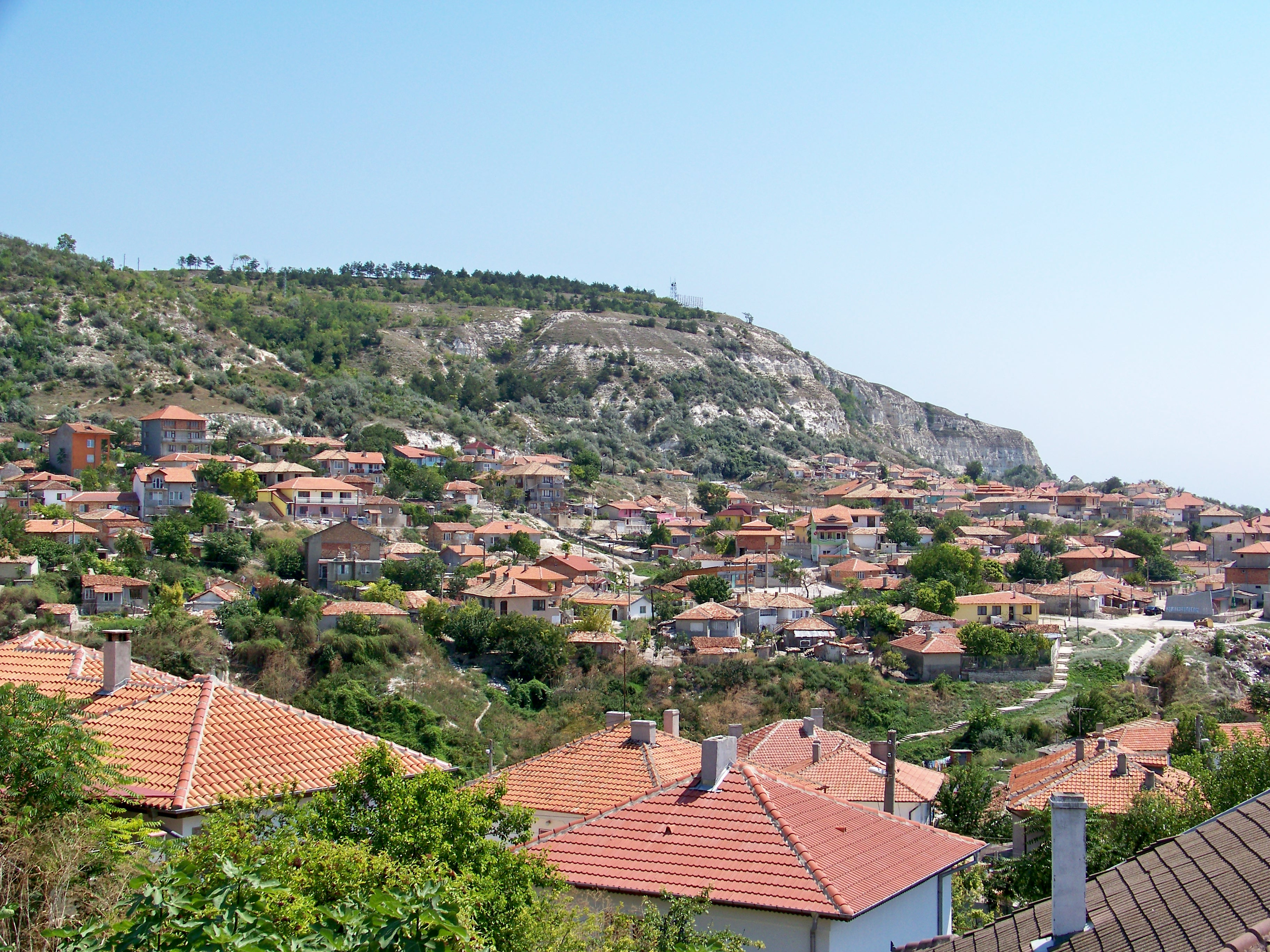

Балчик — одне з найдавніших міст чорноморського узбережжя. Воно засноване у ІІІ ст. до н. е. греками і спочатку називалося Крунон («Місто джерел») через наявність карстових джерел. У II ст. до н. е. Крунон перейменували на Діонісіполіс на честь Діоніса — бога вина та веселощів.
В античні часи місто було відоме як великий торговий центр, у якому виготовляли золоті й срібні монети. Пізніше, у часи правління римлян, у місті був побудований воєнний табір.
Теперішню назву Балчик отримав від імені болгарського боярина Валика, який володів цією областю в XIV ст.
1396 — 1878 рр. Землі Болгарії захоплюють турки і вводять до складу Османської імперії. Підвищується рівень національно-визвольного руху, що стає поштовхом до будівництва в 1845 р. церкви св. Миколая та училища, де проводились заняття на староболгарській мові.
В 1877 — 1878 рр. Російсько-турецька війна. Звільнення Болгарії від турецької навали. Після звільнення у 1878 р. місто Балчик належить Болгарії.
1912 р. Перша Балканська війна. Союзники — Болгарія, Сербія, Чорногорія, Греція — перемагають Туреччину.
1913 р. Друга (міжсоюзна) Балканська війна. Болгарія ворогує з Сербією, Грецією, Туреччиною, Румунією та зазнає поразки, у результаті чого втрачає частину своєї території. Місто Балчик переходить під владу Румунії аж до 1940, коли під тиском СРСР Румунія була змушена повернути місто у володіння Болгарії.

## Транспорт
Балчик розташований за 550 км на схід від столиці Болгарії — Софії, за 40 км на північ від найбільшого приморського міста — Варни.
Таксі транспорту у Балчику коштує 0.60-0.70 лева/км. Є стартовий грошовий збір, який змінюється і становить 1 лева. Всі таксі жовті і мають "TAXI" знак. Важливо знати, що кожен водій таксі зобов'язаний видати квитанцію для обслуговування. Це гарантує те, що Ви не сплатили більш ніж необхідно.
У місті знаходиться аеропорт Балчик спільного використання. Використовувався як військовий аеродром до 1998 року. Аеропорт має цивільну ліцензію, що означає, що він може приймати повітряні судна вагою до 5,7 т.

## Культурні пам'ятки
Символ міста Балчика — палац румунської королеви Марії, яку у 40-х роках причарувала краса місцини і вона вирішила побудувати тут свої літню резиденцію. Будівля розташована на березі моря між трьох пагорбів та недосяжна для вітрів. Марія називала її «Тихим гніздом». Палац будувався 11 р. і був повністю побудований у 1947 р. за проектом італійських архітекторів Америко та Августіно.

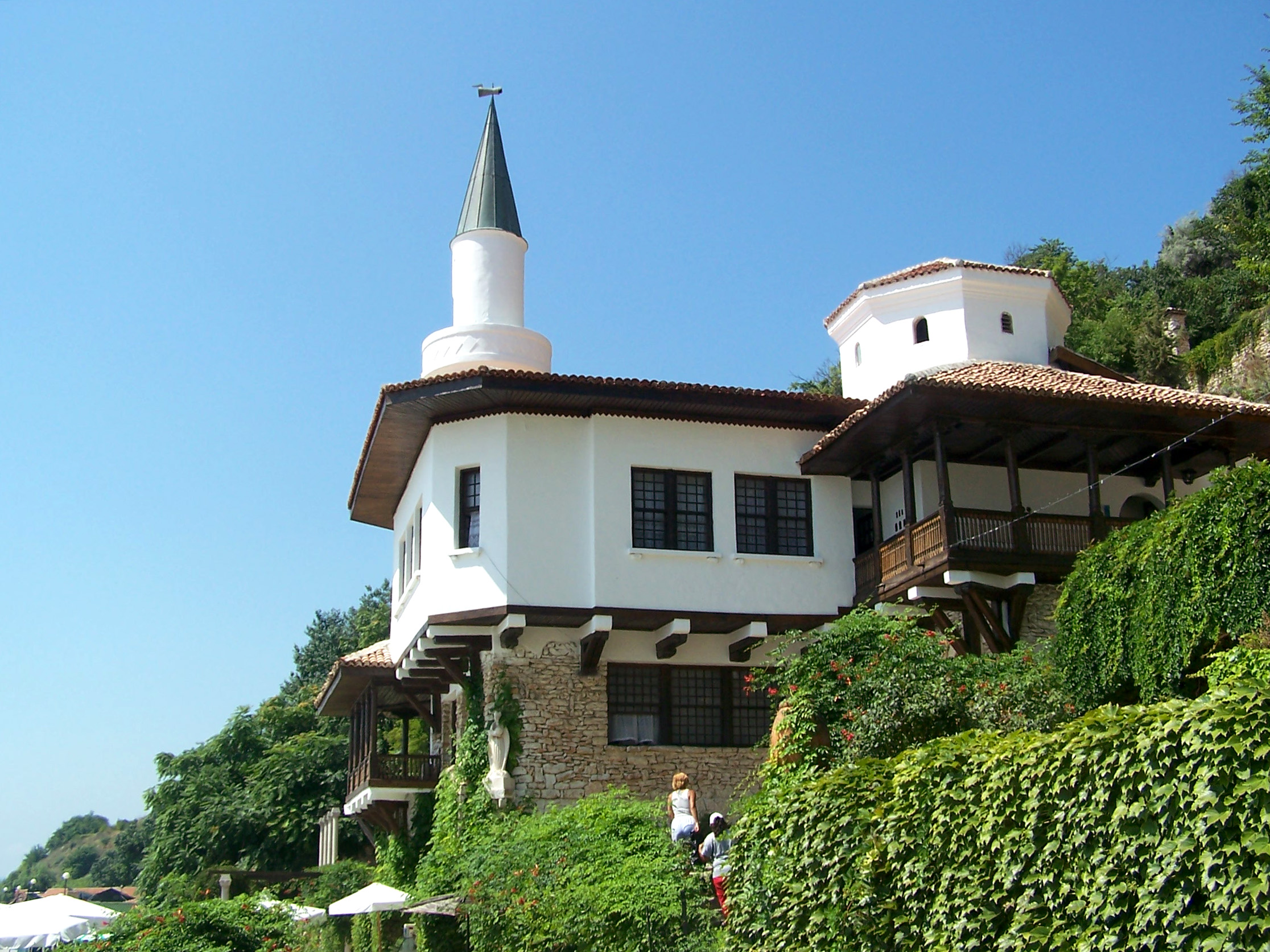

Королева Марія провела дитячі роки в Єгипті й завжди виступала за зближення християнської та мусульманської віри, а тому архітектура дому поєднує римські, східні й християнські стилі художнього оформлення.
Біля Палацу є маленька каплиця, у якій знаходяться, зроблені в натуральну величину, зображення Марії з дочкою Іляною та кіпрський іконостас.
У 1938 році у своєму румунському палаці в Сінаї Марія була смертельно поранена випадковим пострілом — вона намагалась завадити синам стрілятись на дуелі. Помираючи, Марія заповіла поховати її у Палаці в Балчику. Заповіт був виконаний, і тіло королеви знаходилось у стінах каплиці до 1940 р. Потім його перевезли до Румунії.
На території Палацу розташований ботанічний сад. На площі приблизно у 16 акрів представлена колекція рослин із різних куточків світу. Там росте близько 3000 рослин із 35 родин і 800 родів. У парку безліч стежин, викладених білим камінням, які у часи королеви Марії накривали килимами. Є й багато історичних реліквій: кам'яний хрест, мармуровий трон, капітелі. Можна зустріти такі екзотичні рослини: «солодке» дерево, паперове дерево, каучук, секвою, гінкго дволопатетве, магнолію, маслину, піщану лілію та безліч інших. Колекція кактусів саду нараховує більш, ніж 250 рослин та займає друге місце після Монако.

## Національні страви і напої

### Страви
У болгарській кухні відчувається як грецький, так і турецький вплив; і вона включає широкий вибір літніх і зимових страв. Взимку болгари починають трапезу з хорошої порції першого, можливо, з боба (суп з квасолею) або топчета супу (суп-пюре з фрикадельками). Літом найпопулярніші салати, особливо шопська салата (нарізані помідори, огірки і ріпчаста цибуля, посипані тертим сиром - бринзою), який можна зустріти практично скрізь. Зазвичай є невеликий вибір закусок і соусів, включаючи таратор (кисле молоко з огірками і волоським горіхом), млеча салата (кисле молоко з огірками, волоським горіхом і часником), сармі (болгарські голубці) і кашкавал панові (сухарі зі смаженим сиром).
Основа складова головних страв — смажене м'ясо (шматочки, реберця, стейк). Популярна болгарська печеня-асорті. З інших гарячих страв можна виділити кебабче (смажені м'ясні ковбаски) і кюфке (м'ясо у тісті із спеціями).
У Болгарії готують смачні тушковані і печені страви, включаючи національну страву - каварму (тушкована свинина і печінка), дроб сарму (запечена рубана печінка з рисом і яйцями) і сирені по-шопські (яйця і сир, запечені з томатами в горщику). Місцеву мусаку можна переплутати з грецькою, проте в Болгарії баклажани до баранини не додають. Якщо побачите в меню слово гювеч, знайте, що це тушковане м'ясо.
Рибні страви. Плакія — смачна тушкована страва з риби, що не має рецепту, — готується з того, що було виловлене вдень.
День болгари люблять починати з баніти (теплих пиріжків з сиром, бринзою або сиром).

### Напої
Найбажаніший напій — це, звісно, болгарське вино. Хоча дехто полюбляє місцеву горілку – сливову ракію і роза лійку (рожевий лікер).
Болгари обожнюють також міцну каву, фруктовий чай (з плодів), чай на травах(білков), сік, що тонізує організм.

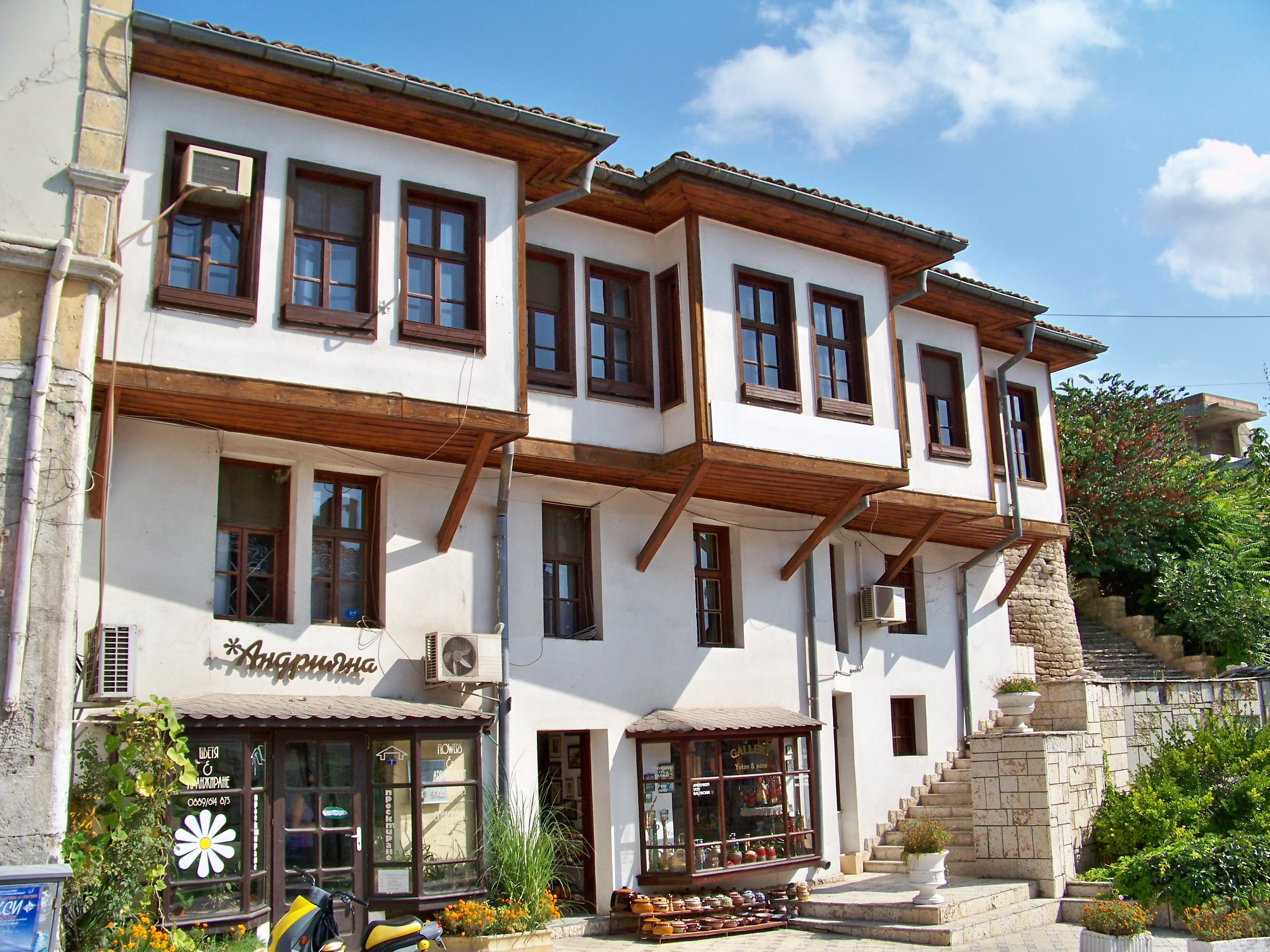
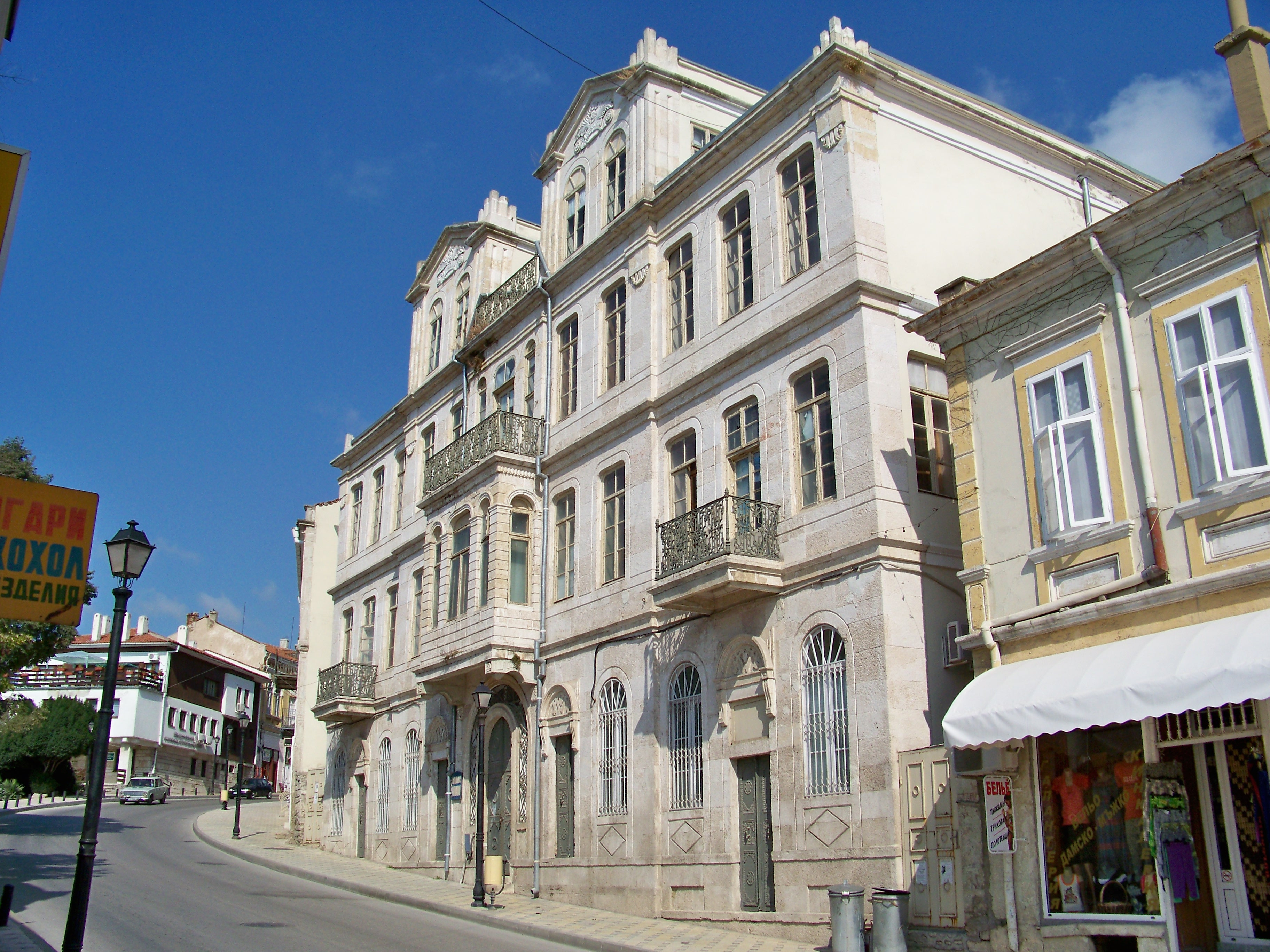
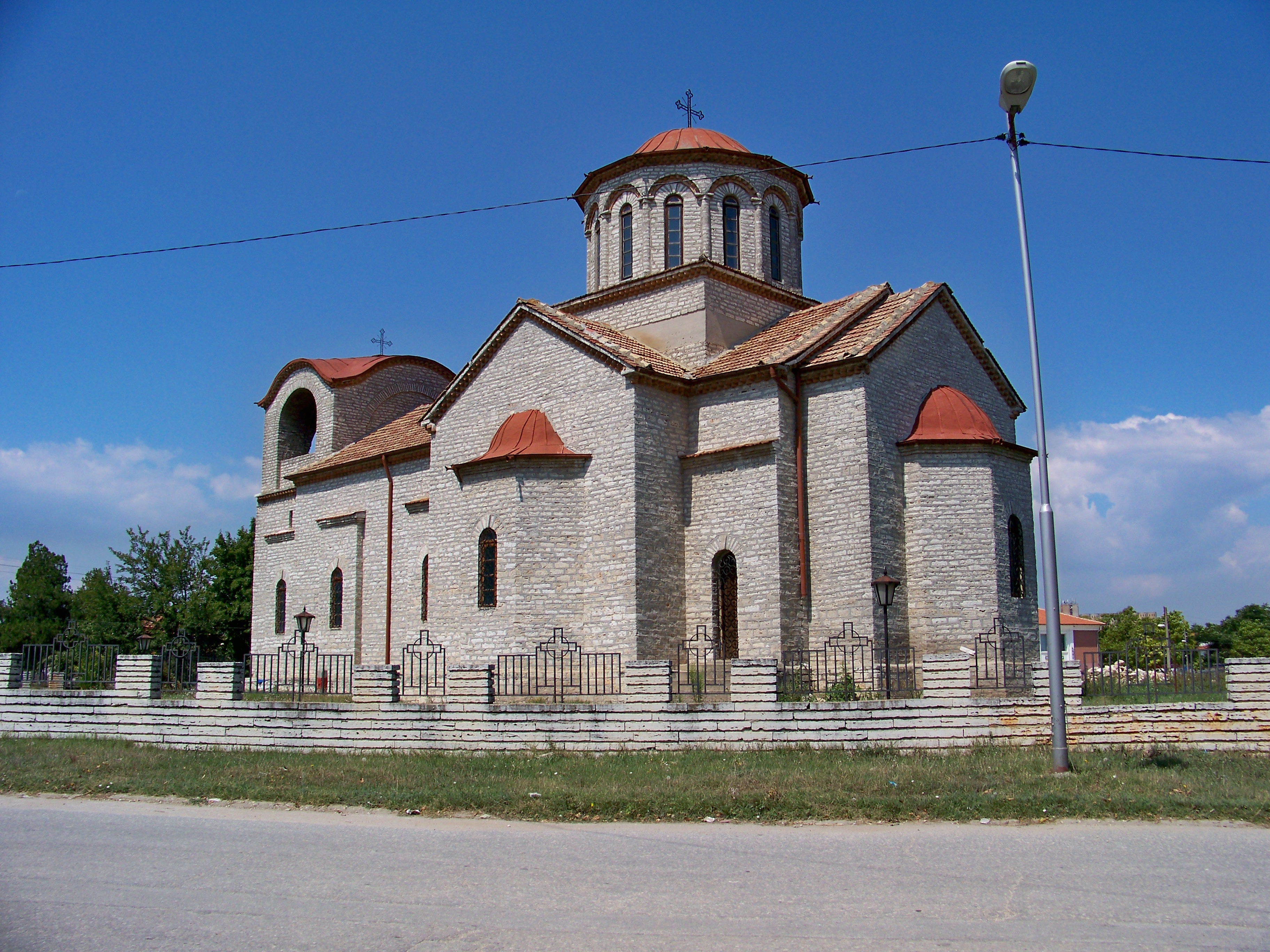
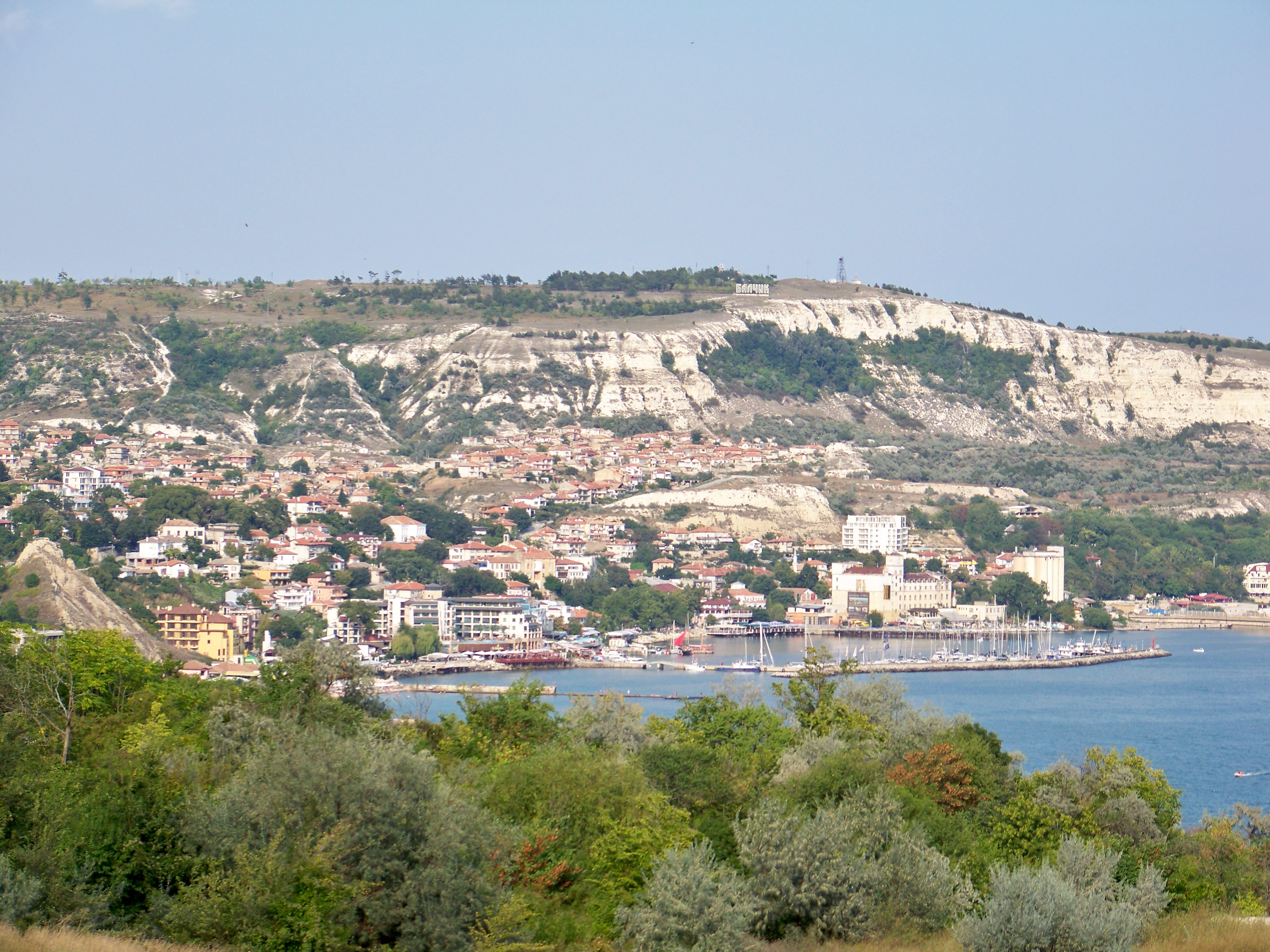
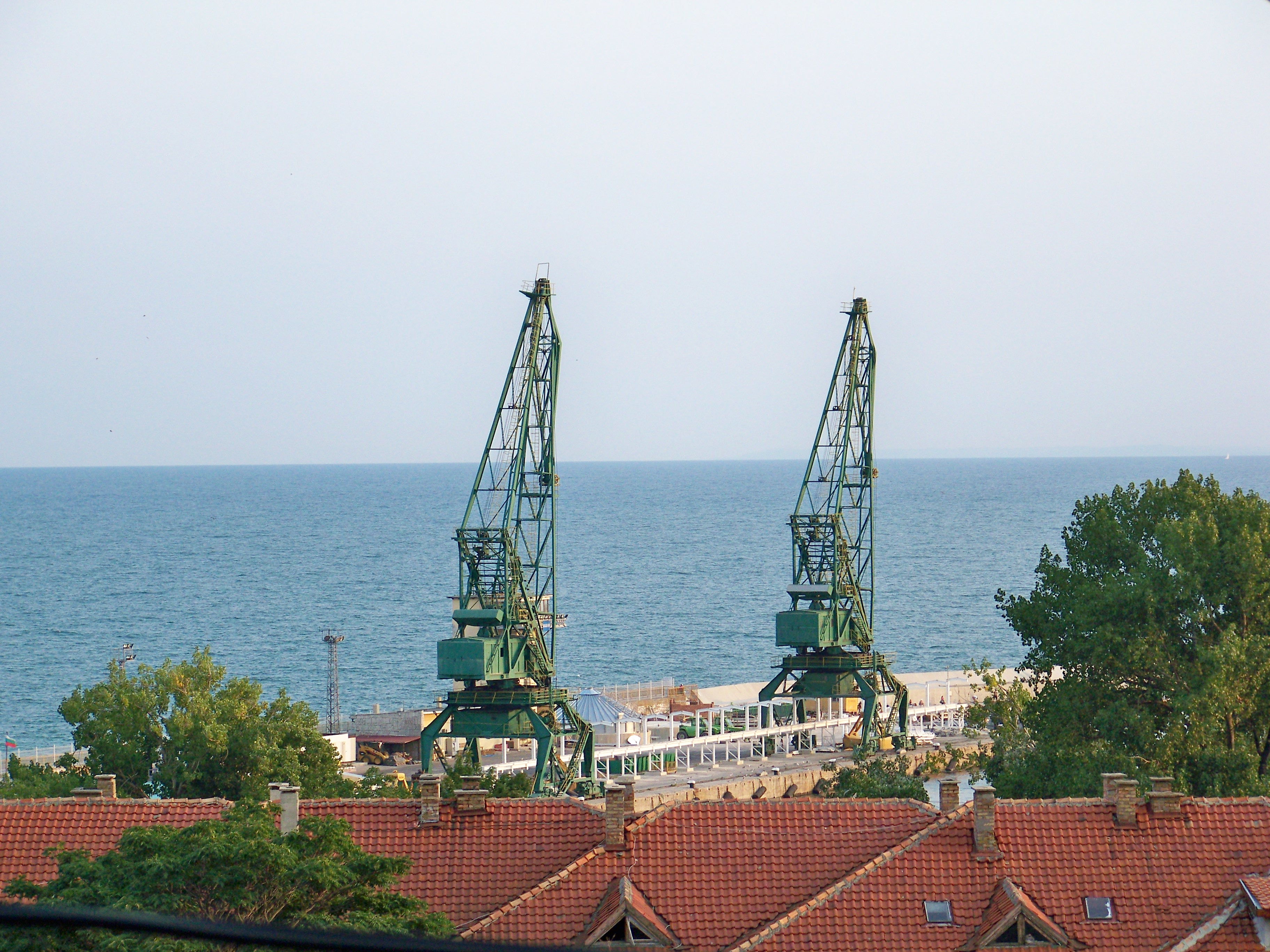
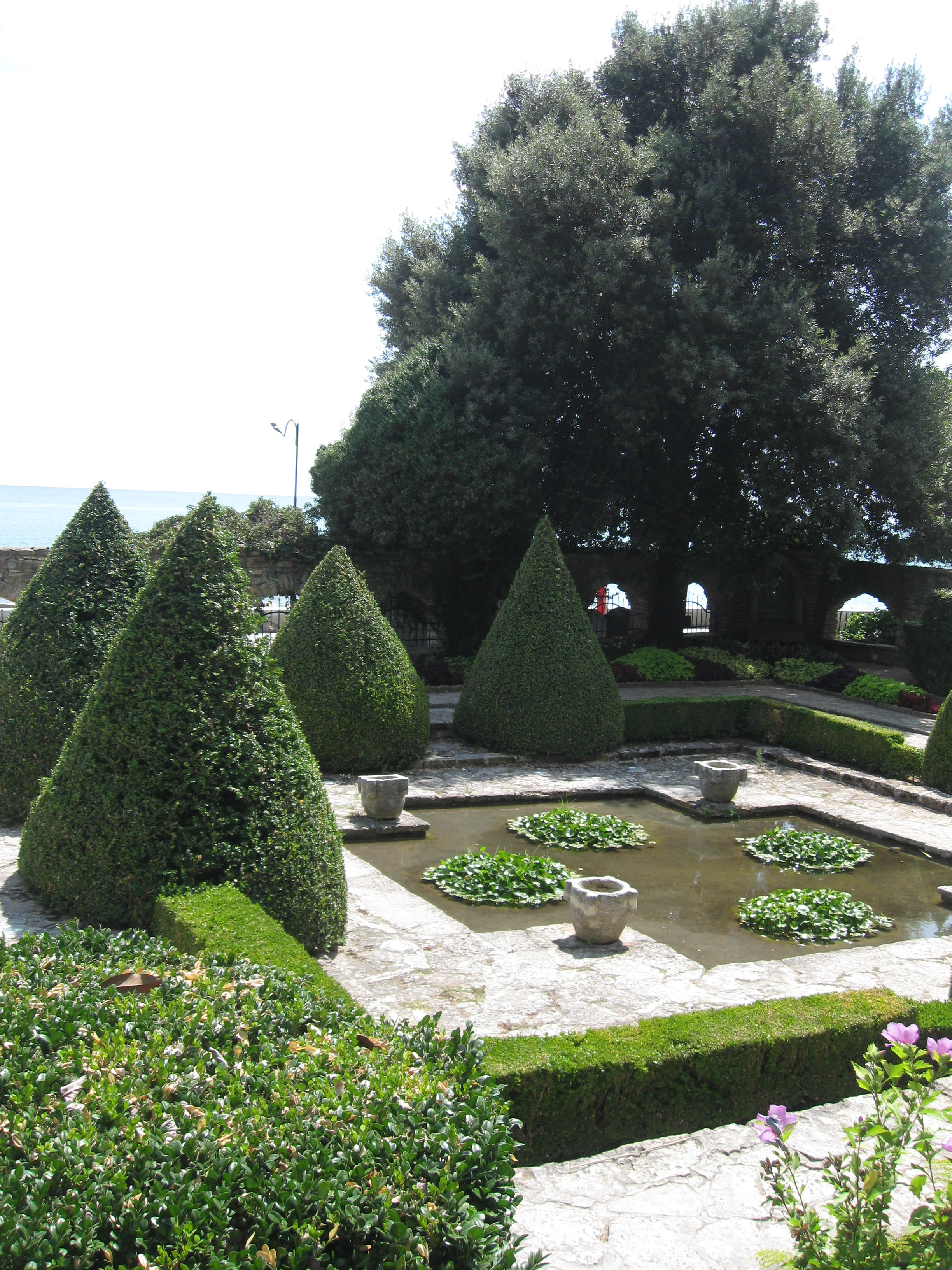
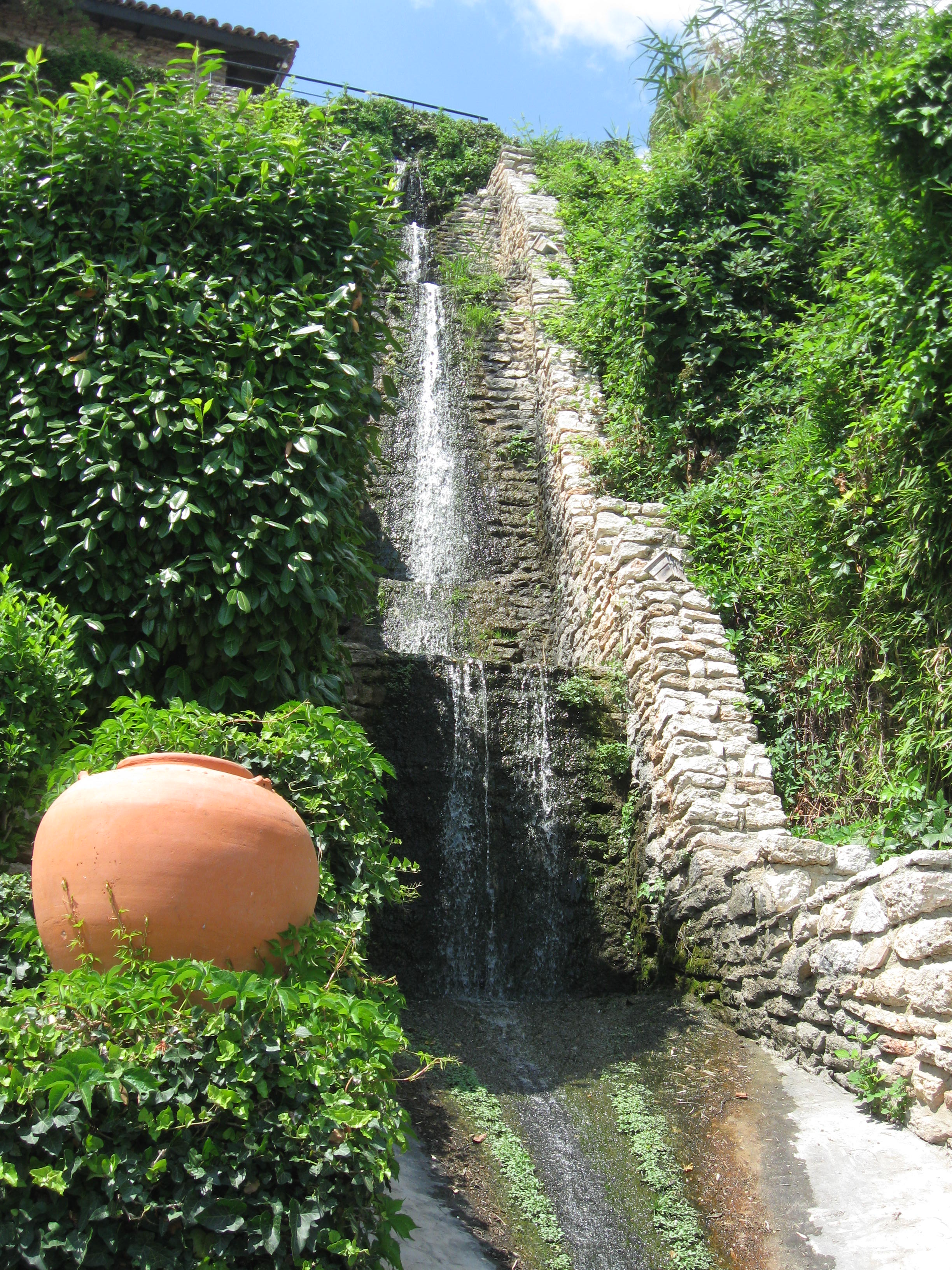
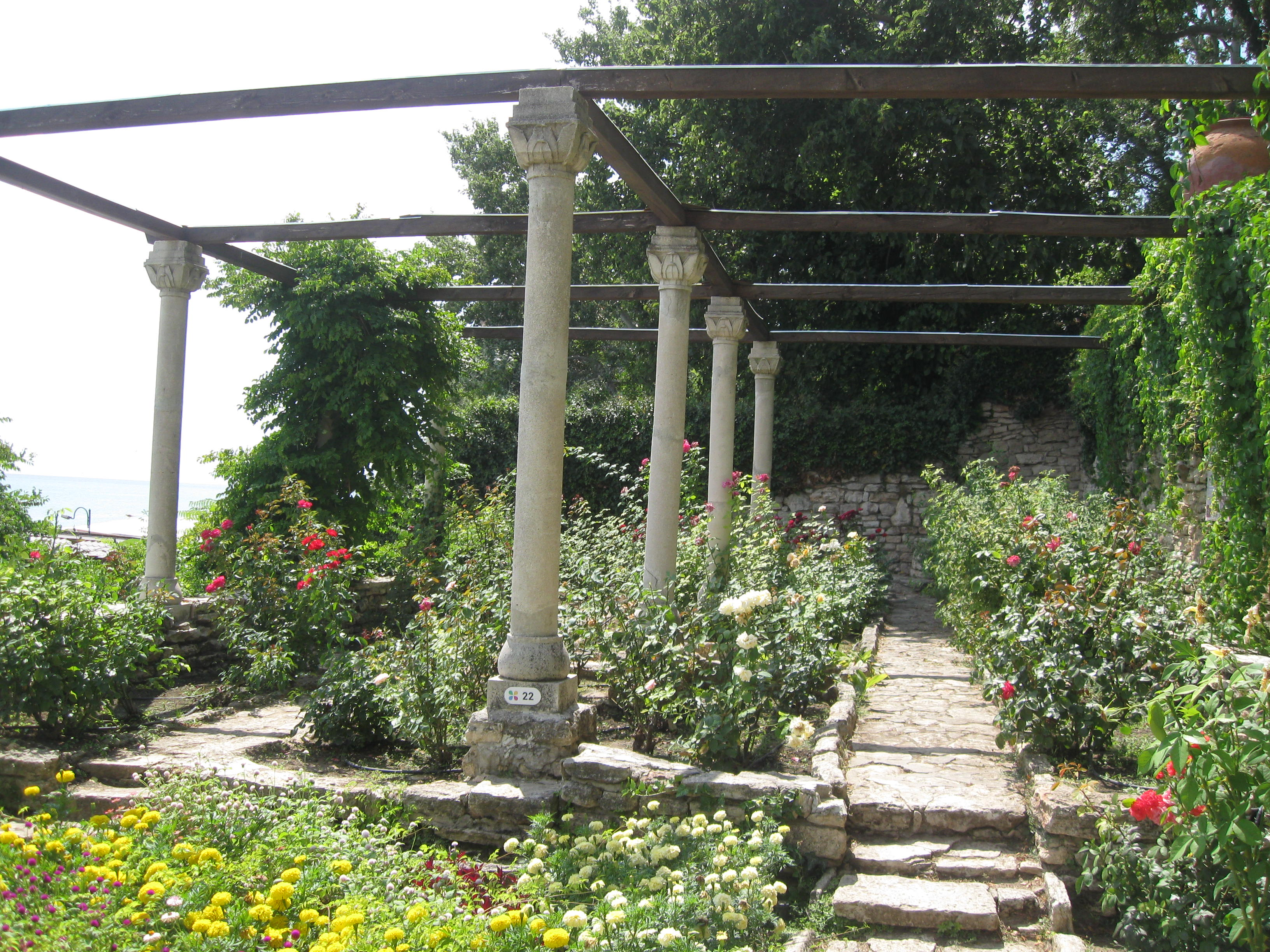